# Cyperus scabricaulis
Cyperus scabricaulis är en halvgräsart som beskrevs av Kaare Arnstein Lye. Cyperus scabricaulis ingår i släktet papyrusar, och familjen halvgräs. Inga underarter finns listade i Catalogue of Life.